# کاتاکالون ککائومنوس
کاتاکالون ککائومنوس (یونانی: Κατακαλὼν Κεκαυμένος) یک ژنرال برجسته بیزانسی در اواسط قرن یازدهم بود.

## زندگینامه

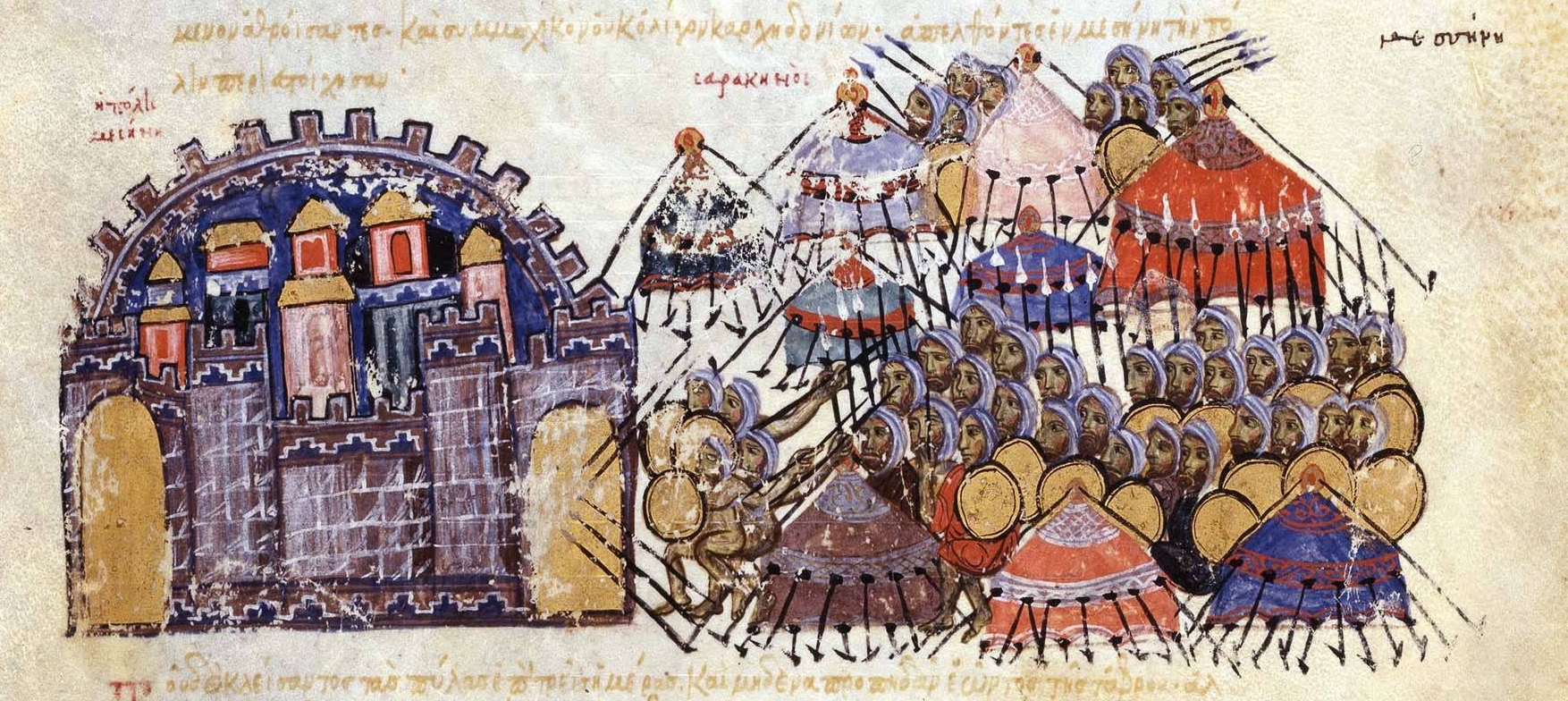
تصویری از محاصره مسینا در سال ۱۰۴۰ که توسط ککائومنوس دفاع می‌شود، از اسکایلیتزهای مادرید

کاتاکالون ککائومنوس در کلونیا به دنیا آمد، و اگرچه ظاهراً عضوی از خانواده نجیب کاتاکالون بود، به گفته جان اسکیلیتز، او منشأ اشرافی نداشت.  او اولین‌بار در مبارزات سیسیلی جورج مانیاکس متمایز شد. در آنجا ککائومنوس با درجه پروتوسپاتاریوس، فرماندهی گروهی از ارمنی‌ها را بر عهده داشت و رهبری دفاع موفق مسینا در برابر حمله اعراب در سال ۱۰۴۰ را بر عهده داشت  
در سال ۱۰۴۲ امپراتور میخائیل پنجم (۱۰۴۱-۱۰۴۲) او را به سرکوب قیام در قسطنطنیه متهم کرد. در سال بعد، او حمله روس‌ها به پایتخت امپراتوری را شکست داد و به عنوان وستس و آرکنت شهرهای دانوبی نام گرفت.  در زمان امپراتور کنستانتین نهم مونوماخوس (۱۰۴۲–۱۰۵۵) او حرفه بسیار موفقی داشت. او در شرق به عنوان دوکس ایبریا خدمت کرد و پس از ضمیمه شدن آن به امپراتوری بیزانس در سال ۱۰۴۵ فرماندار آنی شد و در اولین درگیری‌ها با ترکان سلجوقی نیروهای محلی را رهبری کرد.  در اواخر دهه ۱۰۴۰، او به پست استراتلاتس شرق ارتقاء یافت و به عنوان نفر دوم پس از رایکتور نیکفوروس بی تجربه نظامی در مبارزات علیه پچنگ‌ها شرکت کرد. در جریان این کارزار، او به شدت مجروح شد.   در حدود ۱۰۵۵، او به مقام ماژیستروس ارتقا یافت و به سمت معتبر و قدرتمند <i id="mwPw">دوکس</i> انطاکیه منصوب شد.  
جانشین امپراتور کنستانتین نهم، میکائیل ششم (۱۰۵۶–۱۰۵۷)، عموماً به ژنرال‌های برجسته بی‌اعتماد بود و با آنها بدرفتاری می‌کرد. او کاتاکالون و ایزاک یکم کومننوس را رد کرد، هر دوی آنها قبلاً به عنوان مجیستروی رتبه‌بندی شده بودند، ارتقاء به عنوان پرودروس یافته بودند، و در نهایت ککائومنوس را برکنار کرد.  به نوبه خود، ککائومنوس فعالانه از قیام آیزاک کومننوس در سال ۱۰۵۷ حمایت کرد و با عنوان کوروپالاتس پاداش گرفت. 

## تصویر در منابع و فعالیت ادبی
ظاهراً ککائومنوس یک زندگینامه نوشته است که پس از آن به عنوان منبع اصلی او برای رویدادهای ۱۰۴۲-۱۰۵۷ توسط جان اسکیلیتز در تاریخ خودش استفاده شد. از این رو، روایت اسکایلیتز حرفه او را با جزئیات بسیار توصیف می‌کند و به شدت در مورد ژنرال و دستاوردهای او ستایش می‌کند.   کاتاکالون ککائومنوس نیز به عنوان نویسنده به اصطلاح استراتژیک ککائومنوس مطرح شده است، اما شناسایی او با نویسنده آن، که تنها به عنوان ککائومنوس شناخته می‌شود، توسط اکثر محققان مدرن رد شده است.  او همچنین در سریال ترکی «آلپ‌ارسلان: سلجوق بزرگ» ایفای نقش کرده است.